# آرپی (خواننده)
آر. پی. (ارمنی: Արփի؛ انگلیسی: R.P زادهٔ ۲ اوت ۱۹۸۲]) مترجم، خواننده اهل ارمنستان است.

## زندگی‌نامه
وی با نام اصلی آرپینه گاگیکی شاهنوباریان (ارمنی: Արփինե Գագիկի Շահնուբարյան) در ۲ اوت ۱۹۸۲ در خندزورسک به دنیا آمد و از دانشگاه دولتی ایروان فارغ‌التحصیل گشت. آلبرت هوهانیسیان همسر وی می‌باشد.